# SOTUS: The Series
SOTUS S: The Series
SOTUS: The Series (thaï : พี่ว้ากตัวร้ายกับนายปีหนึ่ง) est une série thaïlandaise diffusée en 2016-2017 sur GMM TV. Adaptant un roman de BitterSweet, la série a connu un grand succès en Thaïlande ainsi qu'en Chine et à Taïwan.
À la suite du succès de la série, une seconde saison SOTUS S: The Series fut réalisée et diffusée en 2018 sur GMM TV.

## Synopsis
À l'école d'ingénieurs, les étudiants convoitent un engin mécanique qu'ils ne reçoivent que s'ils maîtrisent le système SOTUS (Seniority, Order, Tradition, Unity, Spirit). 
Arthit, l'un des élèves les plus âgés, abuse souvent de son pouvoir sur les nouveaux élèves. Il reste impuni jusqu'à ce qu'un autre élève, Kongpob, se dresse contre lui. Mais leur antagonisme va se transformer en relation imprévue et de plus en plus passionnée.

## Distribution
- Prachaya Ruangroj : Kongpob "Kong" Suthiluck
- Perawat Sangpotirat : Arthit "Arthit" Rojnapat
- Thitipoom Techaapaikhun : Kathawuth "Aim/Em" Hathaiprasert
- Neen Suwanamas : May
- Teerapat Lohanan : Wad
- Korn Khunatipapisiri : Tew

|                                            |
| Prachaya Ruangroj l'interprète de Kongpob. |

|                                            |
| Perawat Sangpotirat l'interprète d'Arthit. |

|                                                 |
| Thitipoom Techaapaikhun l'interprète de Aim/Em. |